# Терновская (Ростовская область)
Терно́вская — станица в Цимлянском районе Ростовской области.
Входит в состав Калининского сельского поселения.

## Население
| 2010 | 2019 |
| ---- | ---- |
| 427  | ↗475 |

## Улицы
В станице 4 улицы: Набережная, Степная, Центральная и Школьная, а также 2 переулка: Весенний и Театральный.

## Известные люди
- Болдырев Иван Васильевич — русский фотограф и изобретатель.